# TV리포트
TV리포트는 대한민국 대표 연예 전문 온라인 매체이다.        
개요
2004년에 창간되었으며 네이버, 카카오, 네이트 등 주요 포털을 비롯, 다양한 인터넷 사이트에 기사를 제공하고 있다. 국내뿐만 아니라 중국과 일본에 현지 지사를 두고 있으며 시나닷컴, 아이치이(중국), 고단샤(일본)와 전략적 협력으로 해외에서도 인지도와 영향력을 인정받고 있다. TV리포트의 연예 기사는 일본어, 중국어, 베트남어로도 현지에서 서비스되고 있다.    
또한 TV리포트는 온라인 미디어를 기반으로 공연 사업, 스타마케팅, 출판 등 다양한 비즈니스를 운영하고 있다.
제목 낚시가 심한 저질 기사를 다루는 전형적인 대한민국 유사언론매체이다.

TV리포트 - 공식 웹사이트
TV리포트 - 페이스북
TV리포트 - 트위터
TV리포트 - 카카오 스토리
TV리포트 - 네이버 포스트
TV리포트 - 틱톡
1. ↑  https://www.msn.com/ko-kr/news/other/%E6%95%85-%EC%8B%A0%EB%8F%99%EC%97%BD-%ED%8C%AC%EB%93%A4-%EC%95%A0%EB%8F%84-%EC%A4%91/ar-AA1CqQhN?ocid=msedgntp&pc=CNNDDB&cvid=f9c7ba6c1b6245098748055d02d2ce11&ei=12
2. ↑  “MSN”. 2025년 4월 10일에 확인함.